# Vilmar Rodrigues dos Santos
Vilmar Rodrigues dos Santos, conhecido mais pelo seu primeiro nome Vilmar (Fronteira dos Vales, 28 de fevereiro de 1965), é um ex-futebolista brasileiro.

## Carreira
Foi revelado pelo Cruzeiro. Quando a Seleção Brasileira se preparava para a Copa do Mundo de 1986 na Toca da Raposa, chegou a completar o time reserva nos coletivos. Defendeu o clube entre 1985 e 1989. Na equipe mineira ganhou a Taça Minas Gerais em 1985 e o Campeonato Mineiro de 1987.
Contratado pelo Criciúma, foi o autor, aos quinze minutos do primeiro tempo, do gol de cabeça que deu o título ao time catarinense na final da 3ª edição da Copa do Brasil no 1º jogo, dia 30 de maio de 1991 em pleno Estádio Olímpico Monumental. Conquistou outros três títulos estaduais: 1990, 1991 e 1993.
Em 2020, assumiu a função de observador técnico do Criciúma.

## Títulos Conquistados

### Cruzeiro EC[1]
- Taça Minas Gerais: 1985
- Campeonato Mineiro: 1987[4]

### Criciúma EC[1]
- Campeonato Catarinense: 1990, 1991 e 1993
- Copa do Brasil: 1991[4]